# Piatra Șoimului
Piatra Șoimului település Romániában, Moldvában, Neamț megyében.

## Leírása
Környéke ősidők óta lakott. Területén a Cucuteni kultúra nyomait fedezték fel.
Piatra Șoimului községközpont, 3 falu: Luminiș, Negulești, Poieni tartozik hozzá.
A 2002 évi népszámláláskor 7953 román lakosa volt, ebből 7885 ortodox, 2 római katolikus és a többi egyéb vallású volt.
A 2007-ben 8395 lakost számoltak össze itt.